# José Joaquín de Herrera
José Joaquín de Herrera (Jalapa, 23 febbraio 1792 – Tacubaya, 10 febbraio 1854) è stato un politico messicano.
Soldato dapprima filospagnolo e poi repubblicano, divenne in fretta nemico di Agustín de Iturbide. Nominato dopo la caduta del generale (1824) ministro della Guerra, nel 1844 divenne primo ministro del Messico e in breve tempo ne assunse la presidenza. Deposto, divenne luogotenente di Antonio López de Santa Anna, e, al termine della guerra messico-statunitense, fu nuovamente presidente (1848).